# Bicon sanguineus
Bicon sanguineus är en skalbaggsart som beskrevs av Francis Polkinghorne Pascoe 1866. Bicon sanguineus ingår i släktet Bicon och familjen långhorningar. Inga underarter finns listade.